# Sarah Kane
Sarah Kane (Essex, 3 de febrer de 1971 - Londres, 20 de febrer de 1999) va ser una dramaturga anglesa, referent del teatre contemporani.

## Biografia. Primers passos teatrals
Neix a Essex, Anglaterra, dins d'un matrimoni dedicat al periodisme, essent el seu pare cap de redacció del periòdic Daily Mirror de l'àrea oriental.
La seva afició pel teatre i les lletres s'inicia ja en l'adolescència, i forma part d'un grup de teatre amateur dirigint obres d'autors com Anton Txékhov i William Shakespeare i també Joan Littlewood. Cursa els estudis universitaris d'Art Dramàtic a la Universitat de Bristol i es llicencia amb matrícula d'honor. Allà, encara que dubta de convertir-se en actriu o directora, comença a decantar-se per l'escriptura, i cursa un màster al curs de dramatúrgia de la Universitat de Birmingham. Les seves influències literàries són molt variades, però té predilecció per Edward Bond, Samuel Beckett, Howard Brenton i Georg Büchner.
El 1994 escriu el seu primer text, Sick, una trilogia de monòlegs els temes centrals dels quals són la violació, la bulímia i la sexualitat. Aquests tres arguments, al costat del dolor, la crueltat, la tortura i l'amor, seran els seus eixos creadors.
Durant aquest període, Kane ja pateix símptomes de depressió que més endavant la portaran a posar fi a la seva vida.

## Primers èxits (1995-1996)
El 1995 estrena al Royal Court Theatre Upstairs de Londres l'obra Blasted (traduïda com Rebentats), que suscita un autèntic escàndol en gran part de la crítica, que l'acusa d'obscena i violenta. No obstant això, dramaturgs consagrats com Edward Bond o el Premi Nobel de Literatura 2005 Harold Pinter defensen públicament l'obra i consideren la seva autora com una de les dramaturgues crescudes en l'era Thatcher amb major projecció. Aquesta obra inicia una gira reeixida per Europa i és traduïda ràpidament a altres llengües. Amb Blasted, Kane feia el debut teatral més controvertit dels darrers anys.
El 1996 s'estrena L'amor de Fedra (Phaedra's Love), un text nascut dins d'un projecte de reescriptura de temes mitològics que promogué el Gate Theatre de Londres. Conta la història de Fedra en clau pop i amb referències a la família reial anglesa. Kane, a més, dirigeix la seua pròpia obra amb una presentació d'acord amb el seu estil i sensibilitat poètica.
A més de les obres anteriors, dirigeix un muntatge de Woyzeck, de Georg Büchner, per a un festival dedicat expressament al dramaturg alemany. També escriu el guió d'un curt titulat Skin, dirigit per Vicent O'Connell el 1995, que va produir i emetre Chanel 4.

## Plenitud creadora. Agreujament de la seva salut mental (1998)
Encara que Sarah Kane es mostrava oberta, dinàmica i lúcida en públic, l'autora es trobava cada vegada més dominada per la depressió maníaca que patia. Les obres d'aquest any tractaven sobre la violència de psiquiatres i el dolor dels malalts amb trastorns mentals.
El 1998 estrena dues obres espinoses:
- A l'abril presenta Purificat (Cleansed), text dedicat als pacients i al personal de l'Es3, la secció de l'hospital psiquiàtric on cada vegada és ingressada amb major regularitat.
- A l'agost estrena amb el pseudònim de Marie Kelvedon Ànsia (Crave), on els personatges viuen amb dolor els seus trastorns, les seves angoixes i la seva solitud.

## Mort i reconeixement pòstum (1999)
El gener de 1999 Sarah Kane ingressa voluntàriament al Maudsley Hospital de Londres, mentre que la crítica es rendeix davant del seu talent. Cada vegada més malalta, Kane escriu per a esplaiar-se un monòleg on bolca tota la seva desesperació, el seu desig de vida i amor, però que només troba una sortida en el suïcidi.
Aquest monòleg es titula 4.48 Psicosi (4.48 Psychosis), i fa referència a l'hora en què més suïcidis es cometen, ja que, segons estadístiques angleses, és en aquesta hora aproximada quan acaben els efectes dels fàrmacs presos la nit anterior. L'obra mostra què és el que passa per la ment d'una persona quan ja no distingeix el real de l'imaginari, els records del fantasiós, els somnis dels malsons.
Després d'acabar el text, Sarah Kane intenta suïcidar-se prenent 150 pastilles antidepressives i 50 somnífers, però és trobada a temps i traslladada al King's College Hospital. Tres dies després, durant unes hores en què va estar sola, es penjà al bany amb els cordons de les sabates. Acabava de complir 28 anys dues setmanes abans.
4.48 Psicosi és representat pòstumament al juny de 2000, i el 2001, el Royal Court Theatre va dedicar una temporada sencera a reposar totes les seves obres.

## Llegat i significació
Sarah Kane és una de les dramaturgues més representades a Europa, i la seva obra ha estat traduïda a l'alemany, francès, italià, espanyol, català, polonès, grec, danès, portuguès, neerlandès, romanès, rus.
Les obres de Sarah Kane presenten sempre la impossibilitat d’aconseguir la plenitud de l’amor, dissecciona els trencaments i les esquerdes emocionals i s’enfronta a problemes als quals no es pot donar una resposta, perquè el conflicte, la desesperació o el desig desencaminat semblen formar part de l’ànima humana. D'altra banda, Kane ha estat una autora capaç d'absorbir i sintetitzar la tradició i alhora de connectar l'espectador amb el batec contemporani del nostre temps, tan impregnat d'una violència primigènia i ancestral, que sembla lligada a la naturalesa humana, malgrat l'aparent modernitat de la nostra societat.

## Obres
- Ànsia (Crave)
- Reventats (Blasted)
- 4.48 Psicosi
- Purificats (Cleansed)
- Pell (Skin)
- L'amor de Fedra (Phaedra´s Love)
- Sarah Kane. Obres completes (Arola Editors, 2018, 978-84-94785-77-1)